# Algemeen Nijmeegs Studentenblad
Het Algemeen Nijmeegs Studentenblad (ANS) is een studentenblad van en voor studenten van de Radboud Universiteit Nijmegen (RU). Het is in 1986 opgericht door oud-leden van AKKU, de studentenvakbond aan de RU, en verschijnt zeven keer per jaar. 

## Geschiedenis
ANS ontstond na de opheffing van het Nijmeegse Studentenblad Tegenspraak. Na een enquête onder studenten bleek dat er echter nog volop belangstelling was voor een blad door studenten dat kon concurreren met het universiteitsblad KU-Nieuws (in 2001 omgedoopt tot Vox). Binnen de studentenorganisaties was echter geen interesse in het opstarten van een nieuw blad. Drie bestuursleden van Studentenvakbond AKKU namen vervolgens het initiatief.
Vanwege de herkomst van de eerste redactieleden kreeg het blad een links imago. Het nieuwe blad wilde echter onafhankelijke, kritische journalistiek bedrijven en moest daardoor ook het beleid van AKKU kritisch volgen en niet alleen de traditionelere en/of rechtse kringen binnen de universiteit. Volgens een van de oprichters van ANS was er geen verband tussen AKKU en ANS, en kreeg het blad juist een algemener karakter dan diens voorganger Tegenspraak. Bovendien hadden de drie oprichters hun bestuursfunctie bij AKKU reeds beëindigd.
ANS is gestart met behulp van financiële ondersteuning van het universitaire fonds SNUF.

## Oplage
Het blad heeft een oplage van 4500 stuks en wordt verspreid over de campus en de binnenstad van Nijmegen. Het telt 32 pagina's, waarvan 16 in kleur.

## Trivia
- De strip DirkJan heeft een tijd in ANS gestaan. Verder heeft ANS de rubriek Deze ANS niet, waarin vaak het officiële universiteitsblad Vox op de hak wordt genomen.
- De (hoofd)redactie van ANS wisselt jaarlijks.
- Het college van bestuur van de Radboud Universiteit Nijmegen liet in 2005 een editie van ANS vernietigen omdat in de betreffende ANS bij wijze van 1 aprilgrap melding werd gemaakt van een fusie van een faculteit met die van een andere universiteit.
- In december 2006 dreigde toenmalig minister Pechtold met de vernietiging van een volledige oplage, omdat er een onwelgevallig interview werd geplaatst over zijn functioneren als minister voor Bestuurlijke Vernieuwing en Koninkrijksrelaties.
- In mei 2007 werd ook een editie van ANS op verzoek van het College van Bestuur verwijderd omdat er pornografisch materiaal in zou staan.[2]
- In augustus 2010 werd een introductie-editie geweigerd uit de door de universiteit verzorgde introductietasjes, omdat het hoofdredactioneel commentaar 'niet zou aansluiten bij de visie die de universiteit tijdens de introductie wil uitdragen'.[3]

## Online
Na verschillende internetexperimenten is in september 2005 de website ANS-Online van start gegaan met dagelijks studentennieuws en eigen rubrieken. Zo worden er recensies geplaatst in ANS eet, ANS leest, ANS kijkt en ANS bezocht, vertellen columnisten over hun kijk op de wereld en bevat de site onder andere interviews en fotoreportages. De website trekt iedere maand rond de 20.000 bezoekers.